# Voodoo People
Voodoo People – tytuł utworu i dziewiątego singla brytyjskiej formacji The Prodigy z płyty Music for the Jilted Generation. Singel został wydany 7 listopada 1994 roku, i dotarł do 13. pozycji na liście najlepiej sprzedających się singli w Wielkiej Brytanii. Na płycie znalazł się m.in. remiks wykonany przez The Chemical Brothers, którzy wówczas nazywali się Dust Brothers. Przewodni riff gitarowy w "Voodoo People" został zapożyczony z utworu Nirvany "Very Ape" z płyty In Utero. W 2005 roku remiksu utworu dokonał m.in. Pendulum na potrzeby promocji albumu Their Law: The Singles 1990-2005.
Utwór został wykorzystany w ścieżce dźwiękowej filmu Hakerzy reż. Iana Softleya.

## Lista utworów

### Nagrania XL

#### 12-cal. winyl (XLT 54)
1. "Voodoo People" (oryginalny miks) – 6:28
2. "Voodoo People" (miks Haiti Island) – 5:22
3. "Voodoo People" (Dust Brothers remiks) – 5:56
4. "Goa" (The Heat the Energy Part 2) – 6:04

#### CD singel (XLS 54 CD)
1. "Voodoo People" (Edit) – 4:05
2. "Voodoo People" (remiks Dust Brothers) – 5:56
3. "Goa" (The Heat the Energy Part 2) – 6:04
4. "Voodoo People" (oryginalny miks) – 6:28

#### CD singel (Special Edition)
| 1 | Voodoo People (Edit)                                    | 4:07  |
| 2 | Voodoo People (Chemical Brothers Remix)                 | 5:56  |
| 3 | No Good (Start The Dance) (CJ Bolland Museum Remix)     | 5:13  |
| 4 | Rat Poison                                              | 5:31  |
| 5 | Speedway (Theme From Fastlane) (Secret Knowledge Remix) | 10:25 |
| 6 | Voodoo People (Haiti Island Remix)                      | 5:23  |
| 7 | Voodoo People (Original Mix)                            |       |

### Mute

#### 12-cal winylowa płyta
1. "Voodoo People" (Chemical Brothers remiks) – 5:56
2. "Voodoo People" (oryginalny miks) – 6:28
3. "No Good (Start the Dance)" (remiks CJ Bolland Museum) – 5:14
4. "Speedway [Theme from Fastlane]" (remiks Secret Knowledge) – 10:26